# In Cahoots
In Cahoots is een Britse rockband. De groep speelt jazzfusion, en stamt uit de traditie van de Canterbury-scene.
In Cahoots werd in november 1982 opgezet op initiatief van de gitarist Phil Miller. De andere initiële bandleden waren Richard Sinclair op basgitaar en Pip Pyle op drums. Het drietal werd al snel aangevuld met eerst Elton Dean (saxofoon) en later Peter Lemer (keyboards). De leden kenden elkaar al van eerdere samenwerkingen. Sinclair Pyle en Miller speelden samen in Hatfield and the North, Miller en Pyle in National Health, Pyle en Dean in Soft Heap. De optredens in 1982 en 1983 van In Cahoots waren vrijwel uitsluitend in de Londense pub Bull & Gate.
Bijna al het werk van In Cahoots werd door Phil Miller geschreven. De andere leden van In Cahoots droegen wel hun steentje bij en leverden ook composities, maar Miller was de leidende componist.
In 1984 was de band te vinden op diverse podia, met name rond Londen. In dat jaar maakte de groep ook een tour door Holland en Frankrijk. Er werden wel opnames gemaakt, maar die muziek werd nooit uitgebracht.
De bezetting van de band veranderde meermaals. Na een aantal jaren samen spelen, wilden de musici vaak wat anders proberen. Richard Sinclair vertrok in 1985; hij had het gevoel dat hij de band hinderde in haar ontwikkeling en daarnaast was er nauwelijks plaats voor zijn zang. Hij werd vervangen door Hugh Hopper, die onder meer in Soft Machine had gespeeld met Elton Dean. 
In deze samenstelling werden de meeste opnames gemaakt voor het eerste soloalbum van Phil Miller: Cutting Both Ways (uitgebracht in 1987). Op dit album verscheen met name werk van Miller, maar ook twee stukken die gemaakt waren in samenwerking met Dave Stewart, waarvoor gebruikgemaakt werd van MIDI. 
Na het uitbrengen van het album, werd er uitgebreid getoerd door Europa. Dit eiste zijn tol; twee leden vertrokken (Lemer en Hopper) en werden vervangen door Steve Franklin op keyboards en Fred Baker op basgitaar. Het volgende album kwam in 1989 (Split Seconds). Ook daarop stonden weer drie nummers in samenwerking met Dave Stewart en Barbara Gaskin. Ook zijn Richard Sinclair en John Mitchell op het album te horen. Vervolgens ging In Cahoots weer op tournee, met als resultaat een livealbum in 1991. 
In 1990 gebeurde er weinig; er was een tour door Italië als viertal, zonder keyboards, want Steve Franklin was vertrokken. In 1991 trad Jim Dvorak toe op trompet. 
1991 stond meer in het teken van het soloalbum van Miller. In Cahoots ging tijdelijk weer uitgebreid met Lemer voor een tournee naar Japan. Opnames van deze optredens zouden het album Live in Japan opleveren, dat in '93 uitgebracht werd. Vanaf 1992 gebeurde er weinig met In Cahoots; de aandacht ging uit naar het Miller-Baker duo, dat net haar album Double Up had uitgebracht, en naar High Hopper & Special Friends, het latere Short Wave. Alleen in 1993 werden opnames gemaakt voor het in 1994 uitgebrachte album Recent Discoveries. Pas in december 1995 herleefde In Cahoots weer met het opnieuw toetreden van Peter Lemer. Dit leverde men nieuw studiowerk het album Parallel op. Een aantal optredens volgden, onder meer een drietal samen met Caravan.
In 2000 werden de opnames gemaakt voor Out of the Blue, dat in 2001 uitgebracht werd. Een serie van concerten volgde. In Cahoots opereerde nu als sextet. Begin 2002 verliet Pip Pyle na 20 jaar de band en richtte zijn eigen band op, Bash. Bij de eerste optredens van In Cahoots in de Verenigde Staten, in Seattle, in augustus 2002 werd Pyle vervangen door Mark Fletcher. In 2003 waren er opnames voor het dat jaar uitgebrachte album All That. In Cahoots bleef daarna actief optreden. 
In Maart 2005 was er weer een wijziging in de samenstelling: Dean en Dvorak vertrokken en werden vervangen door Theo Travis (saxofoon en dwarsfluit) en Simon Finch (trompet). Travis bleef maar voor één serie concerten en werd vervangen door Simon Picard op saxofoon.
Van de originele bezetting van In Cahoots bleven enkel Phil Miller en Peter Lemer nog over. Richard Sinclair heeft zijn eigen live band (waar Miller regelmatig in mee speelt), Pip Pyle had (tot zijn overlijden op 28 augustus 2006) zijn band Bash en Elton Dean is inmiddels overleden (07-02-2006). 

## Discografie
Onder de naam Phil Miller / In Cahoots zijn uitgegeven:
- 1991 - Live 1986-89
- 1993 - Live In Japan
- 1994 - Recent Discoveries
- 1996 - Parallel
- 2001 - Out Of The Blue
- 2003 - All That

In Cahoots wordt niet expliciet genoemd, maar spelen een grote rol op Millers soloalbums: 
- 1987 - Cutting Both Ways
- 1989 - Split Seconds
- 1991 - Digging In

Het duo Baker-Miller is afkomstig van In Cahoots
- 1992 - Double Up

- MusicBrainz: ea2ee86c-e163-4bd9-aca0-2d3980542b50